# Fritz Silken
Fritz Silken (* 12. Oktober 1918; † 24. Juni 2013) war ein Fußballspieler und -trainer.

## Karriere

### Spieler
Fritz Silken spielte in den Runden 1947/48 und 1948/49 als Stürmer für die SpVgg Erkenschwick in der Oberliga West. In der ersten Saison der damals erstklassigen Oberliga West, 1947/48, absolvierte Silken zumeist auf Linksaußen im damaligen WM-System an der Seite von den zwei Torschützen Julius Ludorf (17 Tore) und Siegfried Rachuba (15 Tore) 16 Ligaspiele, in denen er zwei Tore erzielte.

### Trainer
Fritz Silken begann seine Trainerkarriere zusammen mit Julius Ludorf in der Runde 1952/53 bei der SpVgg Erkenschwick. Silken war in den Runden 1953/54 und 1954/55 der Oberliga West Trainer der Borussia Mönchengladbach. Nach seinem Weggang aus Gladbach arbeitete Silken 1956/57 beim SV Sodingen, bei Hannover 96 (1958/59), dem VfL Bochum (1960/61) und im letzten Jahr der alten erstklassigen Oberliga, 1962/63, bei Westfalia Herne.